# Ciemianka
Ciemianka – wieś w Polsce położona w województwie podlaskim, w powiecie kolneńskim, w gminie Grabowo.
Na przełomie 1783/1784 wieś leżała w parafii Grabowo, dekanat wąsoski diecezji płockiej i była własnością Choynowskiego, Makarowicza i Potockiego. W 1827 r. było tu 12 domów i 74 mieszkańców. Właścicielem folwarku był Gustaw Choynowski. Folwark zajmował obszar 38 włók. W 1929 r. majątek ziemski miał tu Ludwik Chojnowski (448 mórg). Była tu cegielnia Ad. Koniecznego.
W latach 1975–1998 miejscowość administracyjnie należała do województwa łomżyńskiego.
Sołtysem wsi został Janusz Wiśniewski.
Wierni kościoła rzymskokatolickiego należą do parafii św. Jana Chrzciciela w Grabowie.